# Riez
Riez is een gemeente in Frankrijk gelegen in het departement Alpes-de-Haute-Provence in de regio Provence-Alpes-Côte d'Azur. Op 1 januari 2022 had Riez 1.625 inwoners, die Riézois worden genoemd.

## Geografie
De oppervlakte van Riez bedraagt 40 km², de bevolkingsdichtheid is 43 inwoners per km² (per 1 januari 2019).
Het dichtbebouwde dorp ligt in een door een gletsjer verbreed dal, waar de twee kleine riviertjes de Auvestre en de Colostre samenstromen. Rond het dorp verbouwt men lavendel, dat ook een lokale honingindustrie mogelijk maakt. Men vindt er truffels, en iedere woensdag tussen november en maart is er een truffelmarkt. 
De onderstaande kaart toont de ligging van Riez met de belangrijkste infrastructuur en aangrenzende gemeenten.

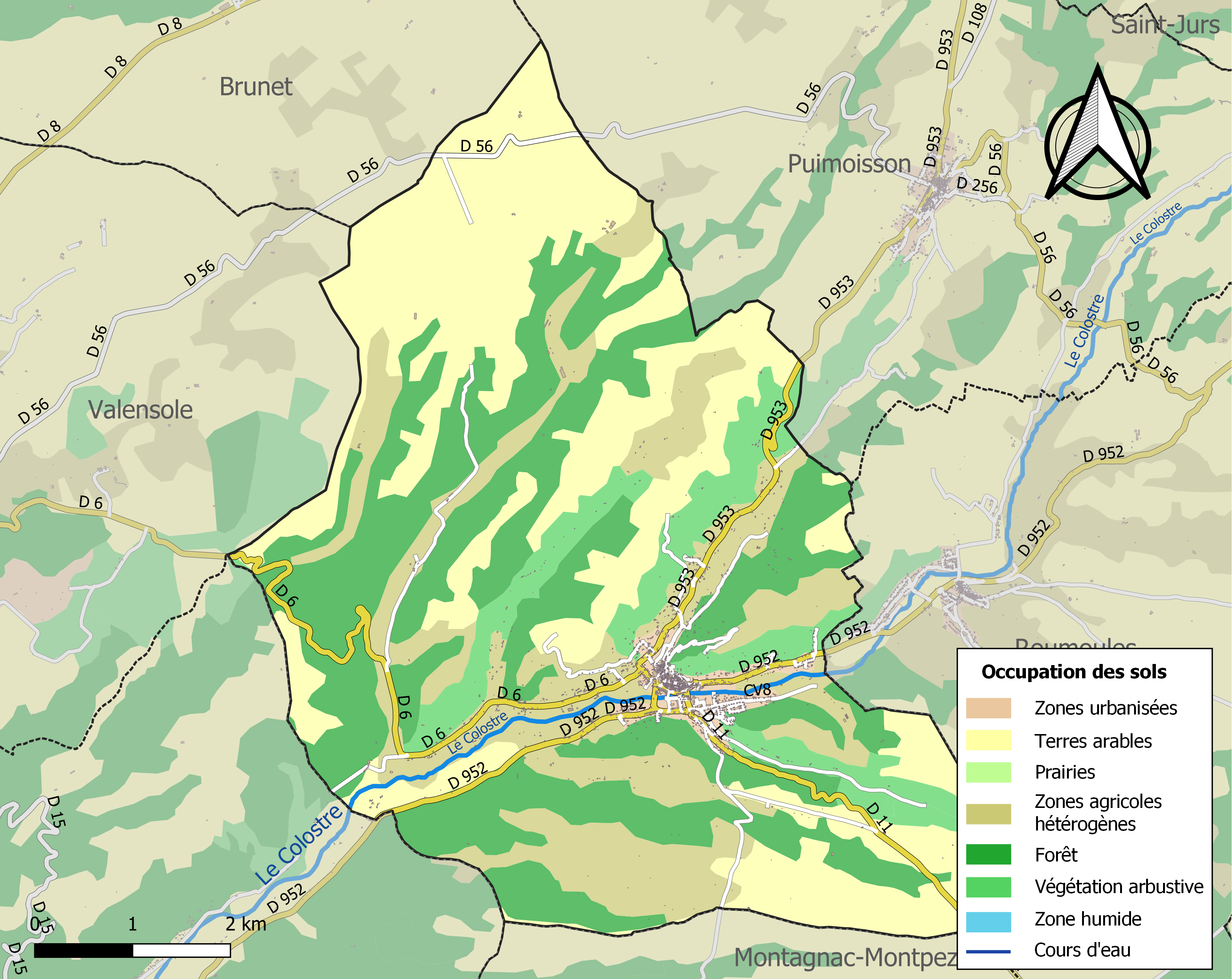

## Demografie
Onderstaande figuur toont het verloop van het inwoneraantal van Riez vanaf 1962.
Vanwege een beveiligingsprobleem met de MediaWiki Graph-software is het momenteel niet mogelijk deze grafiek weer te geven. Zodra de software is bijgewerkt zal de grafiek vanzelf weer zichtbaar worden.